# Halter AG
Die Halter AG ist ein Schweizer Unternehmen für Bau- und Immobilienleistungen mit Sitz in Schlieren und Geschäftsstellen in Basel, Bern, Luzern, St. Gallen, Lausanne und Genf. Das Unternehmen beschäftigt 2024 rund 400 Mitarbeiter und erwirtschaftet einen Jahresumsatz von 700 bis 800 Millionen Schweizer Franken.

## Tätigkeitsgebiet
Die Halter AG umfasst die vier Geschäftsbereiche Business Development, Entwicklungen, Gesamtleistungen und Renovationen.
Das Kerngeschäft der Halter AG mit ihren vier Geschäftsbereichen wird durch strategische Beteiligungen an ausgewählten Technologieunternehmen, insbesondere im baunahen Bereich und auf dem Gebiet der Energieeffizienz, ergänzt.
Die Halter AG ist ein Unternehmen der Halter Gruppe AG.  Als Familienunternehmung ist die Halter Gruppe im Besitz von Balz Halter (Mehrheitsaktionär), Markus Mettler und weiteren Mitarbeitenden.
Die Halter Gruppe umfasst heute insgesamt zehn Unternehmen, davon zwei in Mehrheitsbeteiligung.

## Geschichte
Das Familienunternehmen wurde 1918 von Wilhelm Halter gegründet. Dieser übernahm damals das Baugeschäft von Jacob Müller in Altstetten. Später wandelte Jost Halter als Vertreter der zweiten Generation den Betrieb in eine Aktiengesellschaft um. Seit 1988 wird das Unternehmen in dritter Generation von Balz Halter geführt. Unter seiner Leitung entwickelte sich das Unternehmen von einem hauptsächlich im Wirtschaftsraum Zürich tätigen lokalen Bauunternehmen zu einer schweizweit tätigen Unternehmensgruppe der Bau- und Immobilienbranche.